# Staryj Oskol
Staryj Oskol (ryska: Старый Оскол) är den näst största staden i Belgorod oblast i västra Ryssland. 
Folkmängden uppgick till 221 254 invånare i början av 2015, med totalt 257 948 invånare inklusive omgivande landsbygd under stadens administration.

## Sevärdheter
I Staryj Oskol finns Sergij av Radonezjs kyrka.